# 海克·舒尔特-马特勒
海克·舒尔特-马特勒（德語：Heike Schulte-Mattler，1958年5月27日—），旧姓施密特（Schmidt），德国女子田径运动员，主攻400米短跑。她曾代表西德参加1984年夏季奥林匹克运动会田径比赛，获得女子4×400米接力铜牌。